# Phytodietus hecatus
Phytodietus hecatus är en stekelart som beskrevs av Loan 1981. Phytodietus hecatus ingår i släktet Phytodietus och familjen brokparasitsteklar. Inga underarter finns listade i Catalogue of Life.